# Borszyny
Borszyny (deutsch Borschenen) ist eine nicht mehr bewohnte Ortsstelle in der polnischen Woiwodschaft Ermland-Masuren und liegt im Gebiet der Gmina Barciany (Landgemeinde Barten) im Powiat Kętrzyński (Kreis Rastenburg).

## Geographische Lage
Die Ortsstelle Borszyny liegt in der nördlichen Mitte der Woiwodschaft Ermland-Masuren, zehn Kilometer nordwestlich der Kreisstadt Kętrzyn (deutsch Rastenburg), und ist von den Nachbarorten Podławki (Podlacken) und Kiemławki Małe (Klein Kemlack) aus zu erreichen.

## Geschichte
Im Jahre 1785 wurde Borscheenen, vor 1871 auch Alt Borschenen als „adlig Bauerndorf mit 18 Feuerstellen“ erwähnt. 1874 wurde die Landgemeinde in den neu errichteten Amtsbezirk Lamgarben (polnisch Garbno) eingegliedert, der bis 1945 bestand und zum Kreis Rastenburg im Regierungsbezirk Königsberg in der preußischen Provinz Ostpreußen gehörte.
In Kriegsfolge kam Borschenen 1945 mit dem gesamten südlichen Ostpreußen zu Polen und erhielt die polnische Namensform „Borszyny“. Der Ort gilt seit Jahrzehnten als unbewohnt und ist somit ein „opuszczona wieś“ („verlassenes Dorf“) innerhalb der Landgemeinde Barciany (Barten) im Powiat Kętrzyński (Kreis Rastenburg) in der Woiwodschaft Ermland-Masuren.

### Einwohnerzahlen
| Jahr | Anzahl |
| ---- | ------ |
| 1820 | 167    |
| 1885 | 105    |
| 1905 | 87     |
| 1910 | 111    |
| 1933 | 113    |
| 1939 | 95     |

## Kirche
Borschenen war bis 1945 in die evangelische Kirche Lamgarben in der Kirchenprovinz Ostpreußen der Kirche der Altpreußischen Union, außerdem in die katholische Kirche Rastenburg im Bistum Ermland eingepfarrt.